# Tracker (powłoka)
Tracker – program komputerowy pełniący funkcję powłoki systemowej i menedżera plików w systemach Haiku i BeOS. Koncepcyjnie podobny do Findera z Mac OS 9 i wcześniejszych.
Wersja z Haiku została stworzona od podstaw. Oryginalny Tracker z BeOS został opublikowany przez Be Inc. jako OpenTracker na wolnej licencji w 2000 roku.